# Batara à épaulettes blanches
Thamnophilus aethiops
Espèce
Répartition géographique
Statut de conservation UICN

 LC  : Préoccupation mineure
Le Batara à épaulettes blanches (Thamnophilus aethiops) est une espèce d'oiseau de la famille des Thamnophilidae.

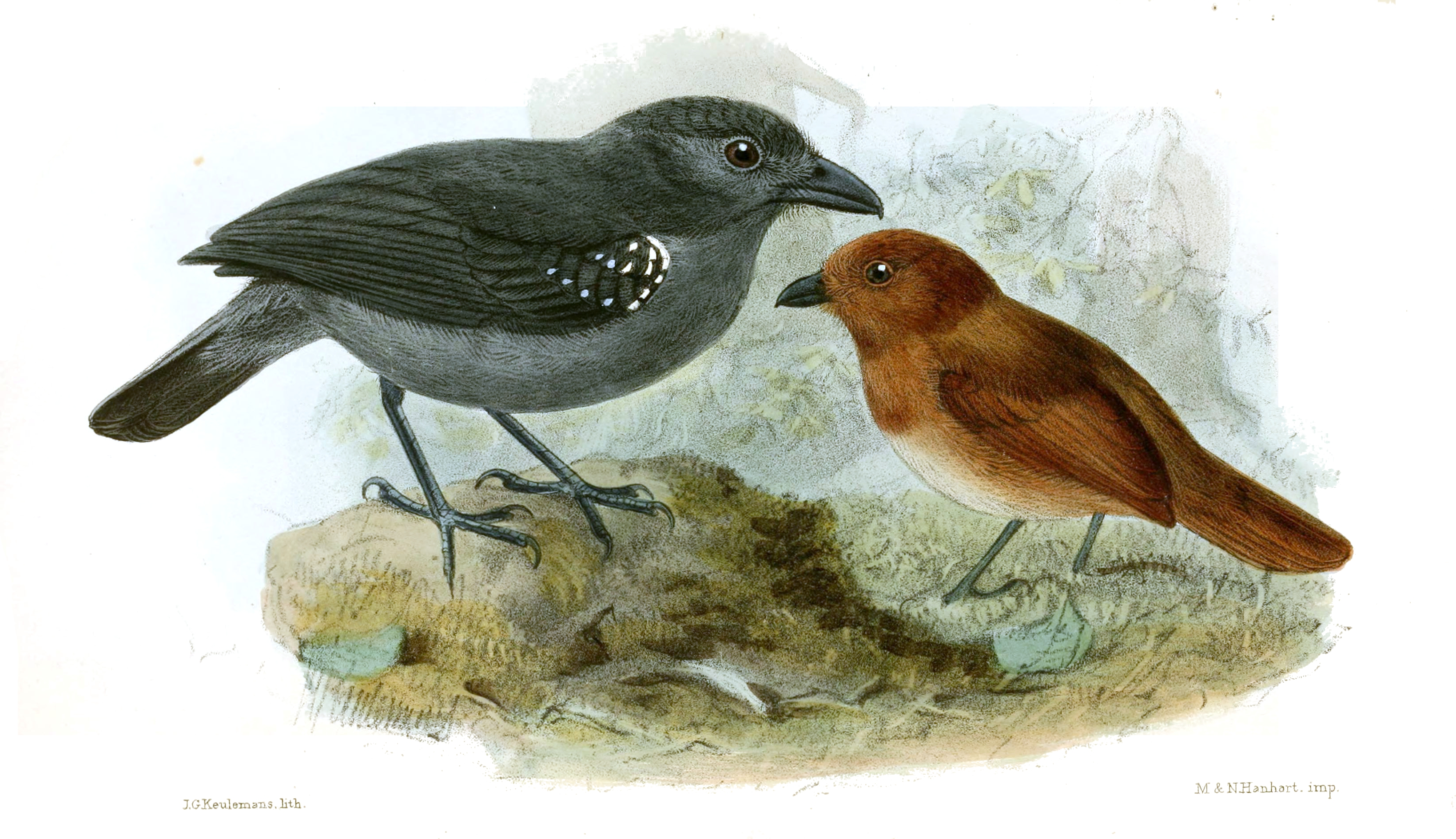

## Répartition et sous-espèces
Selon la classification de référence du Congrès ornithologique international (15.1, 2025) il se répartit en dix sous-espèces (ordre phylogénique) :
- T. a. aethiops Sclater, 1858 — est de l'Équateur ;
- T. a. wetmorei Meyer de Schauensee, 1945 — sud-est de la Colombie ;
- T. a. polionotus Pelzeln, 1868 — Venezuela et nord du Brésil ;
- T. a. kapouni Seilern, 1913 — ouest de l'Amazonie ;
- T. a. juruanus Ihering, 1905 — interfluve des rios Jurua et Purus ;
- T. a. injunctus Zimmer, 1933 — interfluve des rios Purus et Madeira ;
- T. a. punctuliger Pelzeln, 1868 — interfluve des rios Madeira et Tapajos ;
- T. a. atriceps Todd, 1927 — interfluve des rios Tapajós et Tocantins ;
- T. a. incertum Pelzeln, 1868 — nord-est de l'Amazonie ;
- T. a. distans Pinto, 1954 — forêts côtières de Pernamnouc (en).